# Агемоно набе
Агемоно набе (ja:揚げ物 鍋 — «горщик для смажених продуктів») — горщик з дуже товстою стінкою для глибокого прожарювання продуктів у маслі в японській кухні. Зазвичай робиться з чавуну чи латуні. Велика товщина стінок забезпечує рівномірний нагрів масла в горщику. Використання горщика з тонкими стінками може привести до того, що їжа пригорить біля країв або залишиться недосмаженою всередині.
Агемоно набе використовується разом зі спеціальними паличками для їжі (з металевими наконечниками), ковшем амі сякусі і підносом для смажених страв абура кірі.